# Mała Synagoga w Łęczycy
Mała Synagoga w Łęczycy – zbudowana pod koniec XVIII wieku (przebudowana w II RP) przy ulicy Szpitalnej. Podczas II wojny światowej hitlerowcy zdewastowali synagogę. Po wojnie budynek synagogi przebudowano na mieszkania. W Małej Synagodze mieściły się chedery, mykwa i mieszkanie rabina Łęczycy. Mieszkali tu m.in. rabini ze słynnej rodziny uczonych rabinów - Auerbachów (Urbachów vel Orbachów), a także rabin Abraham Cwi Perlmutter (późniejszy poseł na Sejm Ustawodawczy II RP) i talmudysta rabin Malbim.
Nie wiadomo, kiedy powstała synagoga, zwana Małą Bożnicą (Bóżnicą). Pierwsze wzmianki o jej istnieniu pochodzą z lat 1743 i 1777. Wiadomo, że podczas pożaru, który nawiedził miasto w 1794 r. spłonął drewniany beit ha – midrasz, a na jego miejsce w 1797 r. zbudowano nowy, murowany budynek, zwany właśnie Małą Bożnicą lub Małą Synagogą. W aktach Dozoru Bóżniczego z 10 lutego 1870 r. zachował się dokument dotyczący prac budowlanych koło małej synagogi, prowadzonych od lutego 1868 r. Natomiast wizytacja szkół żydowskich i chederów przeprowadzona 8 kwietnia 1885 r. wymienia trzy chedery działające w Małej Synagodze, w tym dwa na piętrze. Prawdopodobnie chodzi o poddasze. Chyba że pomieszczenia łaźni rytualnej znajdujące się w Małej Synagodze, traktowano jako parter – wówczas chedery byłyby nad łaźnią, a nie na strychu. W dokumencie z 28 sierpnia 1906 r. dotyczącym naprawy drewnianego płotu przy ul. Koszernej (obecnie Szpitalna) stwierdzono wyraźnie, że jednopiętrowy budynek mieści mieszkanie rabina i Małą Synagogę. W maju 1908 r. niejaki Szlama Cwang prowadził remont domu rabina, czyli Małej Synagogi.